# Кормер, Самуил Борисович
Самуил Борисович Ко́рмер (25 ноября 1922 или 1 января 1923, Костюковичи, Гомельская губерния — 10 августа 1982, Москва или Арзамас-16, Горьковская область) — член-корреспондент АН СССР, лауреат Ленинской и двух Сталинских премий.

## Биография
Родился в городе Костюковичи (ныне Могилёвская область, Беларусь).
С 1928 года жил с родителями в Орше, где в 1940 году окончил среднюю школу. В том же году поступил в МВТУ имени Н. Э. Баумана.
В начале Великой Отечественной войны работал слесарем и фрезеровщиком по ремонту танков. В июле 1941 года призван в армию, но вскоре демобилизован для продолжения учёбы.
После 2-го курса вновь призван в РККА и направлен в Ленинградское пехотное училище, затем в Артиллерийскую академию им. Дзержинского, которую окончил в 1946 г. по специальности «Пороха и взрывчатые вещества». Был направлен на завод № 14 (Рошаль) на должность старшего техника военной приемки ГАУ ВС, где работал до сентября 1947 года.
В 1947 году переведён в КБ-11 в отдел Цукермана В. А. младшим научным сотрудником, потом научным сотрудником, а в 1948 году перешёл к Л. В. Альтшулеру на должность руководителя группы, где проработал 8 лет.
Занимался исследованием параметров сферической детонационной волны, исследованиями состояния конструкционных материалов в области высоких давлений, вклада электронов в теплоемкость вещества при высоких температурах и плотностях. Провёл газодинамическую отработку и оптимизировал схемы ряда новых изделий.
В 1981 году избран членом-корреспондентом АН СССР за исследования по лазерной тематике.

## Память

Могила Кормера

Похоронен на Кунцевском кладбище в Москве.

## Личная жизнь
- жена — Ида Самуиловна Кормер (1930—2013).

## Награды
- Сталинская премия второй степени (1949) — за разработку прибора для исследования плотности и максимальных давлений в центральной части первой атомной бомбы
- Сталинская премия второй степени (1953) — за разработку кинематики и динамики обжатия взрывом применительно к изделиям РДС-6с и РДС-5
- Ленинская премия (1959).
- Государственная премия СССР (1980)
- три ордена Ленина (1949, 1962, 1971).
- орден Трудового Красного Знамени (1971)